# Wrestle Kingdom 14
Wrestle Kingdom 14 fue la decimocuarta edición de Wrestle Kingdom, un evento de lucha libre profesional (o puroresu) promovido por New Japan Pro-Wrestling (NJPW) que se llevó a cabo el 4 y 5 de enero de 2020, en Tokio, Japón; en el recinto deportivo del Tokyo Dome.

## Producción
Wrestle Kingdom es considerado el evento insignia de New Japan Pro-Wrestling, y que continúa  la tradición anual (proveniente desde 1992) de la empresa nipona en efectuar un evento en el Tokyo Dome, el 4 de enero de cada año como una celebración del Año Nuevo.
Debido a su legado, este evento ha sido descrito como un equivalente de WrestleMania en Japón en cuanto a su alcance en la lucha libre profesional.
Wrestle Kingdom 14 se anunció oficialmente en Wrestle Kingdom 13 el 4 de enero de 2019. De la historia de eventos en el Tokyo Dome que se celebran tradicionalmente cada 4 de enero desde el año 1992, este fue el primero que se llevó a cabo en dos días seguidos.

## Antecedentes
El 7 de marzo de 2019, se anunció que Wrestle Kingdom 14 presentará el Retirement Match de la leyenda del peso pesado junior de NJPW, Jushin Thunder Liger, quien luchó en la lucha inaugural televisada en el primer show de Tokyo Dome del 4 de enero de 1992.
El 12 de agosto de 2019, Kota Ibushi ganó el G1 Climax 29 al derrotar a Jay White en la final del torneo, lo que le otorgó el derecho a una lucha por el Campeonato Peso Pesado de la IWGP en Wrestle Kingdom. En la noche dieciocho del mismo torneo, White derrotó a Tetsuya Naito para avanzar a la final. El 22 de septiembre en Destruction in Kobe, White derrotó a Naito para ganar el Campeonato Intercontinental de la IWGP. Durante el año; Ibushi, Naito y White declararon sus intenciones de convertirse en doble campeón en Wrestle Kingdom. El 3 de noviembre en Power Struggle, después del combate por el Campeonato Intercontinental de la IWGP de White; Okada, Ibushi, White y Naito llegaron al ring donde Okada sugirió que los fanáticos votaran para verificar si los fanáticos de NJPW querían ver una lucha titular por los Campeonatos Peso Pesado e Intercontinental de la IWGP como el evento principal de la segunda noche en Wrestle Kingdom. NJPW llevó a cabo una encuesta pública al día siguiente, donde los fanáticos votaron a favor de la lucha por ambos títulos. El 5 de noviembre, se pactó una lucha por el Campeonato Intercontinental de la IWGP entre White y Naito para la primera noche del evento, y el combate por ambos títulos para la segunda noche. Con los perdedores de las luchas individuales del Campeonato Peso Pesado de la IWGP y del Campeonato Intercontinental de la IWGP de la primera noche, enfrentándose en un combate en la segunda noche.

## Resultados

### Día 1: 4 de enero
En paréntesis se indica el tiempo de cada combate:
- Dark match: Mayu Iwatani y Arisa Hoshiki derrotaron a Hana Kimura y Giulia (con Jungle Kyona y Konami) (9:04).
  - Iwatani cubrió a Kimura después de un «Moonsault Press».
  - Este fue el debut de Stardom en el Tokyo Dome como parte de Bushiroad.
- Pre-Show: Alex Coughlin, Clark Connors, Karl Fredericks y Toa Henare derrotaron a Yuya Uemura, Yota Tsuji, Tomoaki Honma y Togi Makabe (7:36).
  - Henare cubrió a Tsuji después de un «TOA Bottom».
- Pre-Show: Tencozy (Satoshi Kojima & Hiroyoshi Tenzan) derrotaron a Manabu Nakanishi y Yuji Nagata (5:47).
  - Kojima cubrió a Nakanishi después de un «Lariat».
- Team Sano (Naoki Sano, Shinjiro Otani, Tatsuhito Takaiwa & Ryusuke Taguchi) (con Kuniaki Kobayashi) derrotó a Team Liger (Jushin Thunder Liger, Tatsumi Fujinami, The Great Sasuke & Tiger Mask) (con El Samurái) (con Norio Honaga como árbitro especial invitado) (8:52).
  - Taguchi cubrió a Liger después de un «Dodon».
  - Después de la lucha, ambos equipos saludaron al público.
- Suzuki-gun (El Desperado, Taichi, Minoru Suzuki & Zack Sabre Jr.) derrotó a Los Ingobernables de Japón (Bushi, Shingo Takagi, EVIL & SANADA) (8:39).
  - Sabre forzó a Bushi a rendirse con un «Jim Break's Armbar».
- CHAOS (YOSHI-HASHI, Toru Yano, Tomohiro Ishii & Hirooki Goto) derrotó a Bullet Club (Chase Owens, Yujiro Takahashi, Bad Luck Fale & KENTA) (8:17).
  - Goto cubrió a Takahashi después de un «GTR».
- FinJuice (Juice Robinson & David Finlay) derrotaron a Guerrillas of Destiny (Tama Tonga & Tanga Loa) (con Jado) y ganaron el Campeonato en Parejas de la IWGP (13:25).
  - Finlay cubrió a Tonga después de un «Acid Drop».
  - Durante la lucha, Jado interfirió a favor de Tonga y Loa.
- Jon Moxley derrotó a Lance Archer en un Texas Death Match y ganó el Campeonato Peso Pesado de los Estados Unidos de la IWGP (14:26).
  - Moxley ganó la lucha después de que Archer no reaccionara a la cuenta de 10 después de un «Death Rider» desde el borde del ring hacia unas mesas.
- Hiromu Takahashi derrotó a Will Ospreay y ganó el Campeonato Peso Pesado Junior de la IWGP (24:33).
  - Takahashi cubrió a Ospreay después de un «Time Bomb II».
  - Esta lucha fue el regreso a los cuadriláteros de Takahashi en una lucha individual después de un año.
- Tetsuya Naito derrotó a Jay White (con Gedo) y ganó el Campeonato Intercontinental de la IWGP (33:54).
  - Naito cubrió a White después de un «Destino».
  - Durante la lucha, Gedo interfirió a favor de White.
- Kazuchika Okada derrotó a Kota Ibushi y retuvo el Campeonato Peso Pesado de la IWGP (39:16).
  - Okada cubrió a Ibushi después de un «Rainmaker».
  - Después de la lucha, Tetsuya Naito apareció para confrontar a Okada.

### Día 2: 5 de enero
En paréntesis se indica el tiempo de cada combate:
- Pre-Show: Los Ingobernables de Japón (Bushi, Shingo Takagi & EVIL) derrotaron a Ryusuke Taguchi, Togi Makabe & Toru Yano (c), Suzuki-gun (El Desperado, Taichi & Yoshinobu Kanemaru), Bullet Club (Bad Luck Fale, Chase Owens & Yujiro Takahashi) y CHAOS (Robbie Eagles, Tomohiro Ishii & YOSHI-HASHI) en un Gauntlet Match y ganaron el Campeonato en Parejas de Peso Abierto 6-Man NEVER (6:08).
  - Ishii cubrió a Owens después de un «Vertical Brainbuster».
  - Eagles cubrió a Kanemaru con un «Inside Cradle».
  - EVIL cubrió a Ishii después de un «Darkness Falls».
  - Takagi cubrió a Taguchi después de un «Made In Japan».
- Hiromu Takahashi y Ryu Lee derrotaron a Jushin Thunder Liger y Naoki Sano (con Yoshiaki Fujiwara) (12:16).
  - Takahashi cubrió a Liger después de un «Time Bomb».
  - Esta fue la última lucha de Liger como luchador profesional.
- Roppongi 3K (Sho & Yoh) (con Rocky Romero) derrotaron a Bullet Club (El Phantasmo & Taiji Ishimori) y ganaron el Campeonato en Parejas Peso Pesado Junior de la IWGP (14:08).
  - Sho cubrió a El Phantasmo después de un «Strong X».
  - Durante la lucha, Romero interfirió a favor de Roppongi 3K.
- Zack Sabre Jr. derrotó a SANADA y retuvo el Campeonato Peso Pesado Británico (12:32).
  - Sabre cubrió a Sanada con un «European Clutch».
- Jon Moxley derrotó a Juice Robinson (con David Finlay) y retuvo el Campeonato Peso Pesado de los Estados Unidos de la IWGP (12:48).
  - Moxley cubrió a Robinson después de un «Death Rider».
  - Después de la lucha, Minoru Suzuki atacó a Moxley.
- Hirooki Goto derrotó a KENTA y ganó el Campeonato de Peso Abierto NEVER (16:12).
  - Goto cubrió a KENTA después de un «GTR».
- Jay White (con Gedo) derrotó a Kota Ibushi (24:58).  
  - White cubrió a Ibushi después de un «Blade Runner».
  - Durante la lucha, Gedo interfirió a favor de White.
- Chris Jericho derrotó a Hiroshi Tanahashi (22:24).
  - Jericho forzó a Tanahashi a rendirse con un «Liontamer».
  - Si Tanahashi ganaba, habría obtenido una oportunidad por el Campeonato Mundial de AEW.
- El Campeón Intercontinental de la IWGP Tetsuya Naito derrotó a Kazuchika Okada y ganó el Campeonato Peso Pesado de la IWGP (35:37).
  - Naito cubrió a Okada después de un «Destino».
  - Después de la lucha, KENTA atacó a Naito.
  - Ambos campeonatos estaban en juego.